# American Airlines Group
American Airlines Group, Inc. — американська холдингова компанія авіаперевізник, що була заснована 9 грудня 2013 року внаслідок злиття AMR Corporation, власника American Airlines, та US Airways Group, власника US Airways. Таке злиття дозволило створити найбільшу авіакомпанію світу з більше ніж 6700 щоденними рейсами до 336 локацій у 56 країнах світу.